# Franco Abbiati
Pour les articles homonymes, voir Abbiati.
Franco Abbiati (né le 14 septembre 1898 à Bergame et mort le 22 janvier 1981 dans la même ville) est un critique et musicologue italien.

## Biographie
Après des études de composition musicale au Liceo musicale de Turin, il se perfectionne en musicologie au conservatoire de Milan auprès du professeur d'histoire de la musique, Gaetano Cesari. Il lui succède comme critique musical du Corriere della Sera, poste qu'il occupe durant trente-six années.
En 1949, il crée La Scala: rivista dell’opera, un magazine de musique classique, dont il assure la direction jusqu'à la cessation de sa parution, en 1963.

## Ecrits
Il est l'auteur de plusieurs ouvrages, dont une Storia della musica et La vita e le opere di Giuseppe Verdi.

## Hommage
La critique musicale italienne a nommé en son honneur le Prix Franco Abbiati (en italien : Premio Franco Abbiati), qu'elle décerne annuellement depuis 1980.

### Dictionnaire français
- Marc Honegger, Dictionnaire de la musique : Les Hommes et leurs œuvres, t. 1, Paris, Bordas, 1979, 579 p. (ISBN 9782040107215).

### Livres en italien
- Scritti inediti di Gaetano Cesari, Milano, Carisch, 1937
- Storia della musica (5 volumes), Milano, Garzanti, 1939-1946
- La vita e le opere di Giuseppe Verdi (4 volumes), Milano, Ricordi, 1959
- Storia della musica, (2e édition mise à jour, 4 volumes), Milano, Collezione Maggiore Garzanti, 1974

## Source de traduction
- (it) Cet article est partiellement ou en totalité issu de l’article de Wikipédia en italien intitulé « Franco Abbiati » (voir la liste des auteurs) dans sa version du 4 octobre 2010